# Étaimpuis
Étaimpuis é uma comuna francesa na região administrativa da Normandia, no departamento de Sena Marítimo. Estende-se por uma área de 10,58 km². Em 2010 a comuna tinha 815 habitantes (densidade: 77 hab./km²).